# Candoshi-shapra
El candoshi-shapra (també coneguda com candoshi, candoxi, kandoshi o murato) és una llengua aïllada indígena americana parlada per alguns milers de persones a l'oest d'Amèrica del Sud al llarg del Chapuli, Huitoyacu, Pastaza i les valls del riu Morona. Hi ha dos dialectes, el chapara (també escrit shapra) i el kandoashi. És una llengua oficial del Perú, com altres llengües natives de les zones on es parlen i la llengua predominant en ús dels candoshi. Al voltant del 88,5 per cent dels parlants són bilingües amb castellà. La taxa d’alfabetització en candoshi-shapra és del 10 al 30 per cent i del 15 al 25 per cent en la segona llengua. Hi ha un diccionari candoshi-shapra i s'han codificat les regles gramaticals.

## Classificació
El candoshi no està estretament relacionat amb cap llengua viva. Pot estar relacionat amb el llenguatge extingit i poc certificat chirino (llengües candoshi-chirino). Quatre paraules de chirino s'esmenten a Relación de la tierra de Jaén (1586), i s'assemblen a les paraules candoshi modernes. Es dona una llista de paraules una mica més llarga en el mateix document pel rabona, a través de la frontera entre el Perú i Equador i inclou alguns noms de plantes que s'assemblen al candoshi, però aquestes paraules podrien ser fàcilment un préstec lingüístic.
Entre les llengües modernes, Loukotka (1968), seguit per Tovar (1984), connecta el candoshi amb el taushiro (Pinche). Kaufman (1994) va proposar provisionalment una família lingüística Kandoshi–Omurano–Taushiro, amb candoshi com el més llunyà del trio. No obstant això, Kaufman (2007) va situar omurano i taushiro però no el candoshi en saparo–yawan.
David Payne (1981) proposa que el candoshi és relacionat amb el jívaro, que Payne anomena Shuar. Junts, shuar i candoshi formen una suposada família shuar-candoshi, per a la qual Payne (1981) proporciona una reconstrucció provisional de proto-shuar-candoshi.
Jolkesky (2016) classifica el candoshi-shapra com una llengua macroarawak.

## Contacte lingüístic
Jolkesky (2016) assenyala que hi ha semblances lèxiques amb les famílies lingüístiques cholon-hibito, jivaro, cahuapana, quítxua, kunza, mochika i pano a causa del contacte.